# Matilde I de Borbón
Matilde I de Borbón (?, 1165 – Montlaux, 20 de junio de 1218), llamada también Mahaut de Borbón, fue señora de Borbón por derecho propio y señora de Dampierre por matrimonio.

## Biografía
Era la única hija de Archimbaldo de Borbón y su esposa Alicia de Borgoña. Su abuelo paterno fue Archimbaldo VII de Borbón. En 1171, se convirtió en señora de Borbón, al fallecer su abuelo, por la prematura muerte de su padre, el heredero del señorío, en 1169. Antes de 1183, se casó con Gaucher IV de Mâcon, señor de Salins. 
Después de su regreso de la Tercera Cruzada, ellos pelearon con frecuencia. Al final, se volvió violento y la mantuvo encerrada. Por esto, huyó a las tierras de su abuela en Champaña. Durante su escape, supuestamente también utilizó la violencia y por esto fue excomulgada por el Arzobispo de Bourges, Henri de Sully. 
Después de su llegada a Champaña, le pidió al Papa Celestino III que la divorciara de su marido, argumentando que ellos eran parientes muy cercanos y que, por tanto, el matrimonio había sido inadmisible. El Papa encargó a los Obispos de Autun y Troyes y al Abad de Monthiers-en-Argonne, investigar su reclamo. 
Estos clérigos encontraron que Matilde y su marido eran primos terceros, porque ambos fueron tataranietos de Guillermo II de Borgoña, y que, por lo tanto, su afirmación de que estaban muy cercanamente relacionados estaba justificada. Ante esto, el Papa concedió el divorcio y levantó la excomunión.
En septiembre de 1196, a tan sólo unos pocos meses después de su divorcio, se casó con Guido II de Dampierre, hijo de Guillermo I de Dampierre. Por consiguiente, el Borbonés recayó en la Casa de Dampierre. Este matrimonio duró 20 años, pues él murió el 18 de enero de 1216.

## Descendencia
De su primer matrimonio con Gaucher IV de Mâcon, señor de Salins, tuvo una sola hija:
- Margarita (1190-1259), señora de Salins. Casada con Guillermo de Sabran, conde de Forcalquier y después con Jocerand IV Gros de Brancion, señor de Uxelles.

De su segundo matrimonio con Guido II, señor de Dampierre, tuvo siete hijos:
- Guillermo II (1196-1231), señor de Dampierre. Casado con Margarita II, condesa de Flandes y de Henao, hija del emperador Balduino I de Constantinopla.
- Arquimbaldo VIII (1197-1242), señor de Borbón. Casado primero con Alicia de Forez y después con Beatriz de Montluçon.
- Felipa Matilde († 1223). Casada con Guigues IV, conde de Forez, de Auxerre, de Tonerre y de Nevers.
- María († 1234). Casada primero con Hervé de Vierzon y después con Henry I de Sully.
- Guido III († 1275)
- Juana
- Margarita

## Muerte
Matilde murió el 20 de junio de 1218. Después de su muerte, Margarita, hija de su primer matrimonio, reclamó el señorío de Borbón. Guido II había reconocido inicialmente a Margarita como heredera de Borbón, sin embargo, más tarde reclamó el señorío para su hijo mayor, Arquimbaldo, que al final fue quien prevaleció.
| Predecesor: Archimbaldo VII de Borbón | Señora de Borbón 1171 - 1218 | Sucesor: Archimbaldo VIII de Borbón |